# Hvidovre
 Denne artikel handler om bydelen Hvidovre. Ordet Hvidovre bruges ofte også som en kort betegnelse for Hvidovre Kommune.
Hvidovre er en bydel i Storkøbenhavn med 53.718 indbyggere  (2024), beliggende i Hvidovre Kommune øst for Avedøre, syd for Rødovre, vest for Valby og otte kilometer vest for København Centrum.

## Etymologi
Mens sidste led i navnet, -ovre, kommer af det olddanske awartha, der betyder "åbred", hentydes der med første led Hvid- sandsynligvis til den lokale kirkes farve, som modsætning til den røde kirke i Rødovre.

## Historie
Hvidovre landsby bestod i 1682 af 18 gårde og 14 huse uden jord. Det samlede dyrkede areal udgjorde 973,0 tønder land skyldsat til 202,14 tønder hartkorn. Dyrkningsformen var tovangsbug med rotationen 1/1 + 1 sås årligt. Herom hed det: "Af samme wang, som ligger til fellit, indluckis aarligen en sær Rughauge i den ene Ende af Wangen, saa at huer wang hafuer sin sær Rughauge, som aarlig brugis" (nemlig skiftevis til rug og byg). I 1635 var udsædens fordeling: rug 12%, byg 58% og havre 30%.

### Forstadsudviklingen
Det fik ikke nogen umiddelbar betydning, at jernbanen blev anlagt mellem København og Roskilde i 1847, heller ikke at den blev forlænget til Korsør i 1856, skønt den blev lagt igennem landsbyens nordligste marker. Endnu omkring århundredeskiftet var der ikke sket nogen byudvikling i tilknytning til jernbanen. Derimod fik det betydning, at Valby og Vigerslev på dette tidspunkt blev udskilt fra det daværende Hvidovre Sogn og indlemmet i København, idet hovedstaden hurtigt efter bredte sig ud over de indlemmede områder og således nåede frem til Hvidovre.
Forstadsudviklingen i Hvidovre skete hurtigt: endnu i 1906 boede i sognet 653 indbyggere, i 1911 689 indbyggere, i 1916 767 indbyggere, i 1921 962 indbyggere hvoraf 816 boede i nyopståede villabebyggelser, i 1925 3.977 indbyggere, i 1930 6.523 indbyggere, i 1935 8.499 indbyggere, i 1940 12.014 indbyggere, i 1945 14.208 indbyggere, i 1950 23.163 indbyggere, i 1955 32.688 indbyggere, i 1960 38.411 indbyggere, i 1965 44.114 indbyggere.
Byudviklingen skete i form af store, samlede udstykninger af hele gårdes jorder i parceller i tilknytning til et tilnærmet rektangulært vejnet. I første omgang omfattede disse udstykninger fortrinsvis de sydøstlige og sydlige områder, senere fulgte de nordvestlige områder.

### Byudviklingsplanlægning
Den fremadskridende byudvikling fik også betydning for byplanlægningen. Da den såkaldte "Fingerplan" - Skitseforslag til Egnsplan for Storkøbenhavn - blev offentliggjort i 1947 med sit forslag om at samle den fremtidige byudvikling i hovedstadsområdet langs banelinjer, blev det også forudsat, at Hvidovre kunne vokse og på længere sigt udgøre et sammenhængende forstadsområde sammen med Avedøre og Brøndbyøster stationsby, der begge forudsattes banebetjente. Fingerplanen førte til vedtagelse af byreguleringsloven i 1949, som forudsatte nedsættelse af et byudviklingsudvalg for Københavns-egnen til planlægning af den fremtidige byudvikling i Hovedstadsområdet i form af en såkaldt byudviklingsplan.
Den 6. oktober 1949 nedsattes et byudviklingsudvalg for Københavns-egnen, som den 2. maj 1951 offentliggjorde "Betænkning vedrørende Partiel Byudviklingsplan nr. 2 for Københavns-egnens byudviklingsområde". Da Hvidovre allerede var delvist udbygget og lå i umiddelbart tilknytning til områder med S-togsbetjening mod nord og syd, blev byen udpeget som et af de steder, der trafikmæssigt var hensigtsmæssigt for byudvikling, og under indtryk af, at området var byggemodnet i form af kloakering, og at byudviklingen forudsattes ikke at være i konflikt med frednings- og friluftsinteresser, idet en grøn korridor omkring Harrestrup Å blev friholdt og forudsattes at give adgang til kysten ved Køge Bugt, blev hele det udpegede byudviklingsområde i tilknytning til Hvidovre lagt i inderzone, det vil sige kunne bebygges når og hvis, kommunalbestyrelsen ønskede det.
Den oprindelige byudviklingsplan blev senere opdateret med "Betænkning vedrørende Partiel Byudviklingsplan nr. 9 for Københavns-egnens byudviklingsområde" fra 1972, som for Hvidovres vedkommende dog kun stadfæstede den tidligere plan og skete byudvikling.

## Klima
| Vejr for Hvidovre, Danmark (2010-2020 Normaler, Ekstremer 1768–2020) | Vejr for Hvidovre, Danmark (2010-2020 Normaler, Ekstremer 1768–2020) | Vejr for Hvidovre, Danmark (2010-2020 Normaler, Ekstremer 1768–2020) | Vejr for Hvidovre, Danmark (2010-2020 Normaler, Ekstremer 1768–2020) | Vejr for Hvidovre, Danmark (2010-2020 Normaler, Ekstremer 1768–2020) | Vejr for Hvidovre, Danmark (2010-2020 Normaler, Ekstremer 1768–2020) | Vejr for Hvidovre, Danmark (2010-2020 Normaler, Ekstremer 1768–2020) | Vejr for Hvidovre, Danmark (2010-2020 Normaler, Ekstremer 1768–2020) | Vejr for Hvidovre, Danmark (2010-2020 Normaler, Ekstremer 1768–2020) | Vejr for Hvidovre, Danmark (2010-2020 Normaler, Ekstremer 1768–2020) | Vejr for Hvidovre, Danmark (2010-2020 Normaler, Ekstremer 1768–2020) | Vejr for Hvidovre, Danmark (2010-2020 Normaler, Ekstremer 1768–2020) | Vejr for Hvidovre, Danmark (2010-2020 Normaler, Ekstremer 1768–2020) | Vejr for Hvidovre, Danmark (2010-2020 Normaler, Ekstremer 1768–2020) |
|                                                                      | Jan                                                                  | Feb                                                                  | Mar                                                                  | Apr                                                                  | Maj                                                                  | Jun                                                                  | Jul                                                                  | Aug                                                                  | Sep                                                                  | Okt                                                                  | Nov                                                                  | Dec                                                                  | År                                                                   |
| -------------------------------------------------------------------- | -------------------------------------------------------------------- | -------------------------------------------------------------------- | -------------------------------------------------------------------- | -------------------------------------------------------------------- | -------------------------------------------------------------------- | -------------------------------------------------------------------- | -------------------------------------------------------------------- | -------------------------------------------------------------------- | -------------------------------------------------------------------- | -------------------------------------------------------------------- | -------------------------------------------------------------------- | -------------------------------------------------------------------- | -------------------------------------------------------------------- |
| Højest målte °C                                                      | 12,4                                                                 | 15,8                                                                 | 22,2                                                                 | 28,6                                                                 | 32,8                                                                 | 35,5                                                                 | 35,3                                                                 | 36,4                                                                 | 32,4                                                                 | 27,1                                                                 | 18,5                                                                 | 14,5                                                                 | 36,4                                                                 |
| Gennemsnitlig maks °C                                                | 5,4                                                                  | 5,6                                                                  | 10,1                                                                 | 14,7                                                                 | 20,1                                                                 | 24,6                                                                 | 25,8                                                                 | 26                                                                   | 20,7                                                                 | 14,3                                                                 | 10,5                                                                 | 7,1                                                                  | 15,4                                                                 |
| Gennemsnitlig °C                                                     | 3,2                                                                  | 3,2                                                                  | 6                                                                    | 10                                                                   | 15,3                                                                 | 19,4                                                                 | 20,7                                                                 | 20,6                                                                 | 16,8                                                                 | 11,6                                                                 | 8,2                                                                  | 5,4                                                                  | 11,7                                                                 |
| Gennemsnitlig min °C                                                 | 0,3                                                                  | 0,1                                                                  | 1,2                                                                  | 4,5                                                                  | 9,5                                                                  | 13,2                                                                 | 14,5                                                                 | 14,1                                                                 | 11,8                                                                 | 7,8                                                                  | 4,8                                                                  | 2,7                                                                  | 7,9                                                                  |
| Lavest målte °C                                                      | −10,4                                                                | −11,7                                                                | −10,2                                                                | −4,6                                                                 | −1,1                                                                 | 5,3                                                                  | 7,2                                                                  | 7,7                                                                  | 3,1                                                                  | −3,5                                                                 | −4,6                                                                 | −8,9                                                                 | −11,7                                                                |
| Gennemsnitlig nedbør mm                                              | 49,7                                                                 | 35,4                                                                 | 28,7                                                                 | 24,3                                                                 | 28,7                                                                 | 45,4                                                                 | 57,6                                                                 | 55,3                                                                 | 50,3                                                                 | 68,7                                                                 | 60,6                                                                 | 58,7                                                                 | 563,5                                                                |
| Gns. dage med nedbør (≥ 0.1 mm)                                      | 11                                                                   | 6                                                                    | 5                                                                    | 3                                                                    | 4                                                                    | 6                                                                    | 6                                                                    | 7                                                                    | 7                                                                    | 10                                                                   | 9                                                                    | 11                                                                   | 85                                                                   |
| Gns. dage med sne                                                    | 1,5                                                                  | 1,5                                                                  | 0,8                                                                  | 0                                                                    | 0                                                                    | 0                                                                    | 0                                                                    | 0                                                                    | 0                                                                    | 0                                                                    | 0                                                                    | 2,7                                                                  | 5,2                                                                  |
| Gns. luftfugtighed (%)                                               | 88                                                                   | 83                                                                   | 77                                                                   | 68                                                                   | 69                                                                   | 71                                                                   | 73                                                                   | 74                                                                   | 78                                                                   | 86                                                                   | 87                                                                   | 88                                                                   | 77                                                                   |
| Gns. månedlige solskinstimer                                         | 53                                                                   | 79                                                                   | 159                                                                  | 242                                                                  | 303                                                                  | 289                                                                  | 265                                                                  | 245                                                                  | 181                                                                  | 104                                                                  | 57                                                                   | 41                                                                   | 2.008                                                                |
| Gennemsnitlig UV-index                                               | 0                                                                    | 1                                                                    | 3                                                                    | 4                                                                    | 5                                                                    | 7                                                                    | 6                                                                    | 6                                                                    | 4                                                                    | 2                                                                    | 1                                                                    | 0                                                                    | 3                                                                    |
| Kilde: "Danish Meteorological Institute".                            |                                                                      |                                                                      |                                                                      |                                                                      |                                                                      |                                                                      |                                                                      |                                                                      |                                                                      |                                                                      |                                                                      |                                                                      |                                                                      |

## Friarealer
Et af Hvidovres få grønne områder er Vigerslevparken omkring Harrestrup Å, der ligger som en smal korridor mellem Hvidovre og Vigerslev. Endvidere findes et mindre grønt område ud mod Kalveboderne i Hvidovres sydøstlige hjørne.

## Sport
Hvidovre har flere fodboldhold bl.a. HIF som efter mange års fravær i 2023 vendte tilbage til Superligaen, og Rosenhøj Boldklub, som bl.a. har leveret Daniel Agger. Avedøre IF, som har været oppe og spille i 2. Div. øst, er på seniorplan Hvidovres næststørste klub.
Ishockey har mere stabilt tilhørt tilhørt den danske elite. Hvidovre Ishockey Klub har to skøjtehaller til sin rådighed og den professionelle overbygning Hvidovre Ligahockey, (tidligere Isbjørnen og Totempo hvik) har et af hovedstadens stærkeste ishockeyhold.
Bydelen har også en af de tre curlinghaller i Danmark, hvor der også er opfostret mange talenter. Desuden har Hvidovre Volleyball Klub hjemme i bydelen med et hold i den bedste række, Elitedivisionen.

### Sejlsport
Hvidovre Havn har fostret mange sejlertalenter gennem tiderne, den ligger beskyttet mod Kalveboderne mellem Sjællandsbroen og Amagerbroen. Denne ideelle placering gør, at klubben har et succesfuldt ungdomsarbejde.

## Kultur
I Avedørelejren ligger Cirkusmuseet, Historiens Hus og Filmbyen der huser Zentropa.
Steder i Hvidovre er benyttet som locations i flere danske film, for eksempel "Italiensk for begyndere" hvor Strandmarkskirken, Stadionrestauranten og Hvidovre Hospital optræder.
I digtet "I Hvidovre, på novemberdage" fra samlingen "Rystet spejl" giver Søren Ulrik Thomsen en lident favorable beskrivelse af Hvidovre, med association til "steder hvortil fortvivlelsen flygter".

## Religion
Hvidovre har flere kirker tilhørende forskellige kirkesamfund og trosretninger.
I Hvidovre ligger bl.a. Ahmadiyya-bevægelsens moské, Nusrat Djahan-moskeen, der stod færdig i 1967.
Hvidovre har 4 kirker i Den Danske Folkekirke: Avedøre Kirke, Hvidovre Kirke, Risbjerg Kirke og Strandmarkskirken.
Hvidovre har også en romersk-katolsk kirke, Sankt Nikolaj Kirke.
Hvidovre er opdelt i følgende sogne: Avedøre Sogn, Hvidovre Sogn, Risbjerg Sogn og Strandmarks Sogn.

## Venskabsbyer
- Tuusula
- Oppegård
- Rudultowy
- Sollentuna